# IISHF Inline-Skaterhockey-Europapokal 2014
Der 16. IISHF Inline-Skaterhockey-Europapokal der Herren findet vom 4. bis 6. Juli 2014 in Delsberg, Schweiz statt.

## Teilnehmer
| IHC Irish Moose Linz | Vienna 95ers                 | Copenhagen Vikings    | Vesterbro Starz | HC Köln-West Rheinos  | Samurai Iserlohn    |  |
| TV Augsburg          | IH Sayaluca Cadempino Lugano | SHC Bienne Seelanders | SHC Rossemaison | Borehamwood Crusaders | Hallamshire Hornets |  |